# 下津野村
下津野村（しもつのむら）は、和歌山県那賀郡にあった村。現在の海南市の北東端、貴志川下流、右岸に位置する。地名の由来は、紀伊続風土記によると、野上荘の中心に位置する中村に対し、下津野が下村と呼ばれていたという。中原家文書には「下殿村」「下戸野」とあり、下殿（しもとの）の居住地であった。とある。

## 地理
- 河川 ： 貴志川

## 歴史
- 1601年（慶長6年) - この年に実施された検地により、那賀郡下津野村が編成される。
- 1889年 (明治22年) - 町村制の施行により、七山村 (和歌山県)・原野村・高津村 (和歌山県)・孟子村・野尻村 (和歌山県)・別院村・下津野村の区域をもって那賀郡北野上村が発足。同日、下津野村廃止。